# مأموریت خودکشی

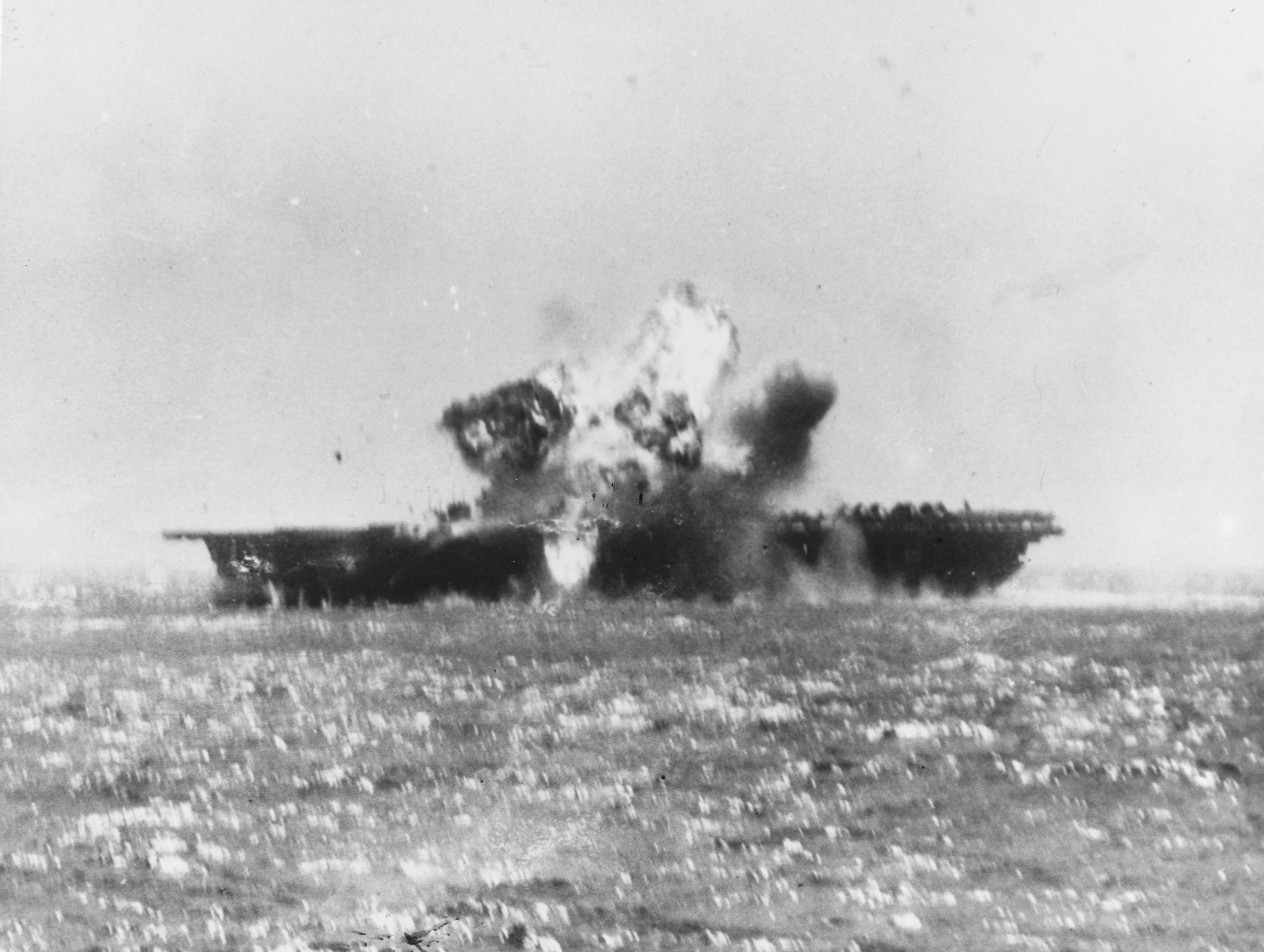
ناو هواپیمابر USS Essex نیروی دریایی ایالات متحده (CV-9) در 25 نوامبر 1944 در حین عملیات در خارج از فیلیپین توسط یک کامیکاز ژاپنی در عرشه پرواز در میان کشتی مورد اصابت قرار گرفت.

مأموریت خودکشی وظیفه بسیار خطرناکی است که افرادی که آن را عهده‌دار می‌شوند، امیدی به زنده ماندن پس از آن را نخواهند داشت. گاهی این عبارت در برگیرنده مفهوم حمله‌های انتحاری همچون کامی‌کازه و خود-دیگرکشی نیز می‌شود که در آن فرد پس از یا در هنگام انجام عملیات حتماً کشته می‌شود.  گاهی خطرات ناشی از ماموریت‌های خودکشی برای افراد درگیر یا برنامه‌ریزان آن معلوم و مشخص نیستند. در این حالت نمی‌توان نام آن عملیات را مأموریت خودکشی گذاشت؛ چراکه همان‌طور که اشاره رفت افراد خبر از مرگ خود ندارند. همچنین مأموریتی که به هر دلیلی خراب شود یا بد پیش رود را نیز نمی‌توان مأموریت خودکشی نامید. لازم به یادآوری است که گاهی شرکت‌کنندگان و افراد درگیر در مأموریت خودکشی، از این قضیه آگاه نیستند؛ حال آنکه برنامه‌ریزان کاملاً واقفند و گاه برعکس؛ برنامه‌ریزان ممکن است مأموریت را یک مأموریت خودکشی نداند اما افراد درگیر چرا.
در اکتبر ۲۰۰۴ و در جریان جنگ عراق ۱۷ سرباز ارتش ایالات متحده آمریکا از فرمان راندن کامیون‌های سوخت نامسلح در نزدیکی بغداد سرپیچی کردند تنها به این دلیل که آن را گونه‌ای «ماموریت خودکشی» قلمداد می‌کردند. این سربازان بعداً به سبب بی‌نظمی مؤاخذه شدند. در جنگ جهانی اول گروهی از سربازان ارتش فرانسه پس از آنکه متوجه شدند عملیاتی که قرار است در آن شرکت کنند در نهایت منجر به مرگ حتمی آن‌ها می‌شود، از این کار سرپیچی کردند. در همان زمان بسیاری از سربازان هم بودند که خودخواسته در ماموریت‌های خودکشی شرکت می‌جستند. هم وافن اس‌اس و هم ارتش امپراتوری ژاپن در جریان جنگ جهانی دوم به انجام ماموریت‌های خودکشی شهرت داشتند. گاهی این ماموریت‌های خودکشی به سبب نومیدی شدید و به عنوان آخرین حربه به کار می‌روند. نبرد استالینگراد برای سربازان آلمانی در واقع نوعی مأموریت یا عملیات خودکشی به حساب می‌آمد؛ چراکه به آن‌ها گفته شده بود تا آخرین نفس بجنگند و حق تسلیم شدن نیز نداشتند.
واحدهای ویژه سربازان معمولاً به این امید به ماموریت‌های بسیار خطرناک فرستاده می‌شوند که با گذراندن دوره‌های بسیار سخت آموزشی این طور فرض می‌شود که قادرند مأموریت را هرچه قدر هم که سخت باشد با موفقیت به اتمام برسانند و زنده بمانند. به طور مثال تلاش دو تک‌تیرانداز نیروی دلتای ایالات متحده آمریکا برای پشتیبانی از یک خلبان بال‌گرد ساقط شده و جلوگیری از کشته یا اسیر شدندش توسط سربازان سومالیایی در جریان نبرد موگادیشو به سال ۱۹۹۳ را می‌توان نام برد. با وجود آن‌که آن دو تک‌تیرانداز توانستند سربازان سومالیایی را تا حدی که خلبان بتواند فرار کند، معطل کنند، اما هر دو کشته شدند و خلبان هم در نهایت دستگیر شد و بعداً آزاد. با این حال حتی نیروهای ویژه هم در برخی ماموریت‌ها شرکت نمی‌کنند. در سال ۱۹۸۲ و در جنگ فالکلند در عملیات میکادو توسط اس. آ. اس که قصد حمله به ریو گرانده، تیرا دل فوئگو را داشتند، عده‌ای از سربازان از انجام عملیات سر باز زدند و به همین سبب عملیات لغو شد.
گروگان‌گیری مسلحانه، به‌ویژه آن دسته که توسط گروه‌های ترورسیتسی و برای اهداف سیاسی طراحی شده‌اند نیز نوعی مأموریت خودکشی به حساب می‌آیند. از آنجا که بیش‌تر دولت‌ها سیاستشان بر عدم مذاکره با گروگان‌گیران استوار است، این حوادث عموماً به سبب درگیری پلیس یا دیگر نیروهای مسلح برای آزاد کردن گروگان‌ها اغلب با پایان خونینی همراهند. در این گونه عملیات‌ها به سبب آنکه بیش‌تر در کشورهای خارجی برای افراد درگیر صورت می‌گیرند، شانس فرار آن‌ها کم‌تر است. از جمله این ماموریت‌ها واقعه المپیک مونیخ، اشغال سفارت ایران در لندن و گروگان‌گیری در مدرسه بسلان را می‌توان به عنوان نمونه نام برد. در این ماموریت‌ها بیش‌تر گروگان‌گیران به ضرب گلوله کشته شدند.